# Athyrium kutaiense
Athyrium kutaiense är en majbräkenväxtart som beskrevs av Carl Frederik Albert Christensen. Athyrium kutaiense ingår i släktet Athyrium och familjen Athyriaceae. Inga underarter finns listade.